# Männy Alt
Hermann «Männy» Alt (* 15. Dezember 1910 in Füllinsdorf; † 5. November 2000 in Zürich) war ein Schweizer Kommunist, der im Spanischen Bürgerkrieg von 1937 bis 1938 kämpfte. Er gehörte zu den rund 800 Schweizer Freiwilligen der Internationalen Brigaden, welche 2008 und 2009 vom National- und Ständerat vollständig rehabilitiert wurden.

## Biografie
Hermann Alt wurde 1910 als Sohn eines Salzarbeiters in Füllinsdorf geboren. Er absolvierte eine Bauschlosserlehre. 1930 durchlief er die Rekrutenschule. Zwei Jahre später wurde er arbeitslos und musste sich als Gelegenheitsarbeiter durchschlagen. Von 1937 bis 1938 stand Alt als Freiwilliger an den Fronten des Spanischen Bürgerkriegs. Nach seiner krankheitsbedingten Rückführung in die Schweiz wurde er zu einer Gefängnisstrafe verurteilt. Aus beruflichen Gründen zog er nach seiner Heirat mit Tanja Baklykowa, einer Russin, die während ihrer Deportation im Jahr 1942 vor den Nationalsozialisten in die Schweiz geflohen war, 1952 nach Genf. 1956 wanderte er zusammen mit seiner Ehefrau und seinen beiden Kindern nach Schdanow, dem heute in der Ukraine gelegenen Mariupol, in die UdSSR aus. Dort arbeitete Alt im Metallurgischen Kombinat Asow-Stahl, einem Hüttenwerk, wo er als gelernter Schlosser Aufbauhilfe leisten wollte. 1960 musste die Familie zurück in die Schweiz fliehen. Hermann Alt starb im Alter von 90 Jahren in Zürich.

## Spanischer Bürgerkrieg
Als Mitglied der Internationalen Brigaden war Männy Alt zunächst in Albacete stationiert. Dort wurde er bei der Flugabwehr eingruppiert und kämpfte in Jarama und Brunete in Madrid und in Teruel und Belchite in der Provinz Saragossa. 1938 attestierte ihm eine Ärztekommission eine Nervenkrankheit, und er wurde in die Schweiz zurücktransportiert. Die schweizerische Gesetzgebung verbietet die Teilnahme an fremden Kampfhandlungen. Deshalb wurde Alt vom Divisionsgericht 8 in Luzern zu fünf Monaten Gefängnis und zwei Jahren Aberkennung der politischen Rechte verurteilt.

## Politisches Engagement
Aufgewachsen in einem sozialdemokratischen Elternhaus, kam Alt früh mit der Politik in Berührung. Er war Mitglied der SP-Jugend Pratteln und im Schweizer Metall- und Uhrenarbeiterverband SMUV. Radikalisiert durch die Arbeitslosigkeit trat er dem Kommunistischen Jugendverband bei. Ende des Zweiten Weltkriegs wurde er als Gründungsmitglied der Partei der Arbeit der Schweiz in den Gemeinderat Füllinsdorf gewählt und später in den Baselbieter Landrat. Als Gewerkschafter führte er mehrere Streiks an, bei denen es um die Besserstellung der italienischen Fremdarbeiter und Fremdarbeiterinnen ging. Im Jahr 1933 nahm Alt an einer von der Kommunistischen Partei (KP) organisierten Reise in die Sowjetunion teil. Danach engagierte sich Alt im Bund der Freunde der Sowjetunion und besuchte 1934 die Marxistische Arbeiterschule (MASCH) der KP. Aus Enttäuschung über die Verhältnisse in der Sowjetunion beantragte Alt 1958 bei den Schweizer Behörden die Rückkehr. Seine Kritik an der UdSSR, besonders an der Beschränkung der freien Meinungsäusserung, brachte die Mitglieder der prosowjetisch eingestellten PdA dazu, Alts Ausreisebemühungen bei den russischen Behörden zu denunzieren. Man befürchtete, Alt könnte im kapitalistischen Westen «wie eine antisowjetische Flagge» wirken, wenn er von seinen ernüchternden Erfahrungen vom vermeintlichen russischen Arbeiterparadies erzählte. Das nötigte die Familie zur Flucht. Zurück in der Schweiz, trat Alt als Reaktion auf den Verrat aus der PdA aus.